# Pointe du Piton
Pour les articles homonymes, voir Piton (homonymie).
La Pointe du Piton est un cap de la Guadeloupe de la pointe de la grande vigie.
Il domine l'îlot Le Piton situé à son extrémité. À sa gauche se situe la pointe de la Grande Falaise.

## Géographie
Un des cap de la pointe de la grande vigie, il forme avec la pointe du Lagon la Porte d'Enfer.

## Galerie

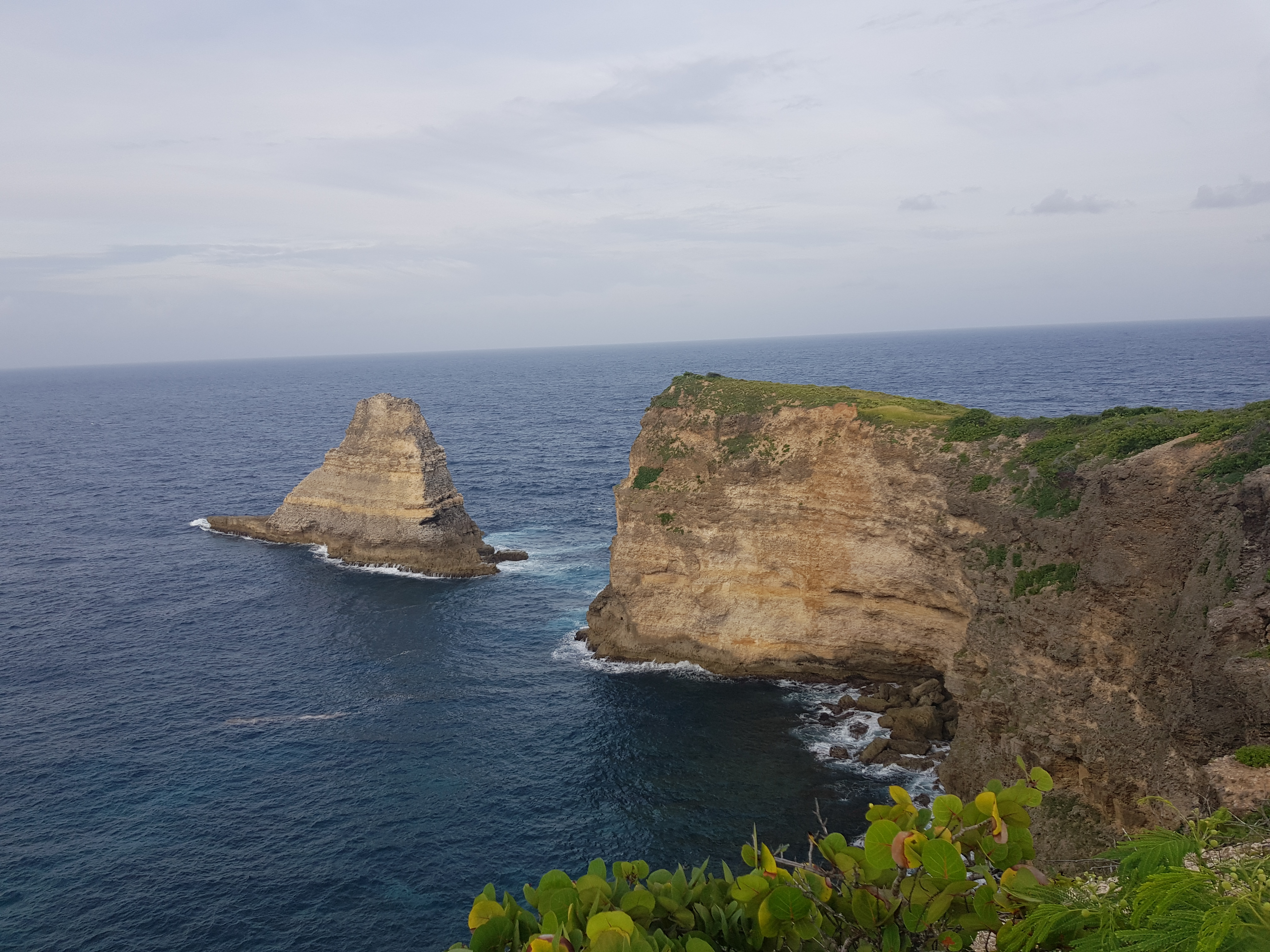
îlot Le Piton et pointe du Piton
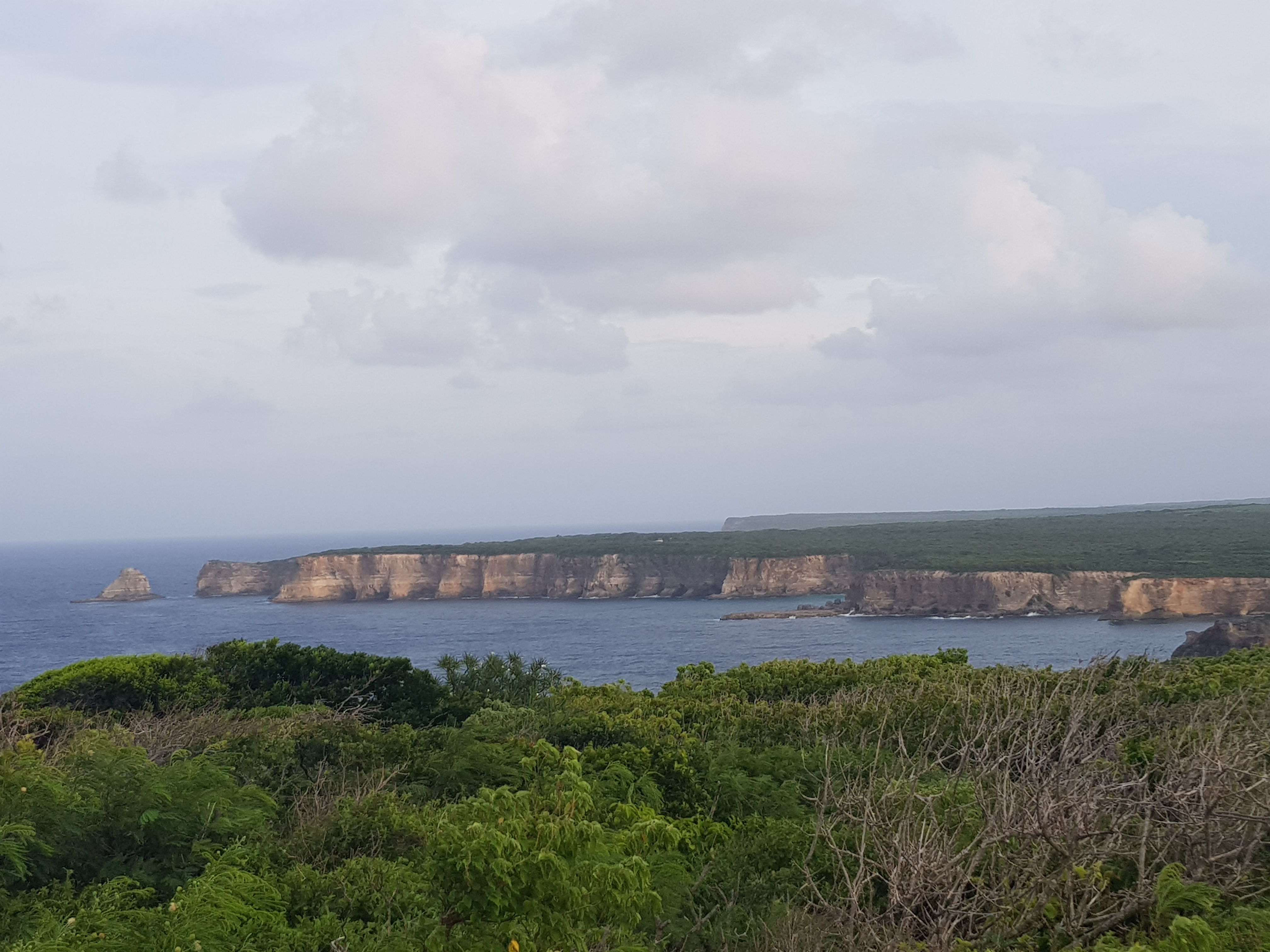
Côte de la pointe de la Grande Vigie à la pointe du Piton
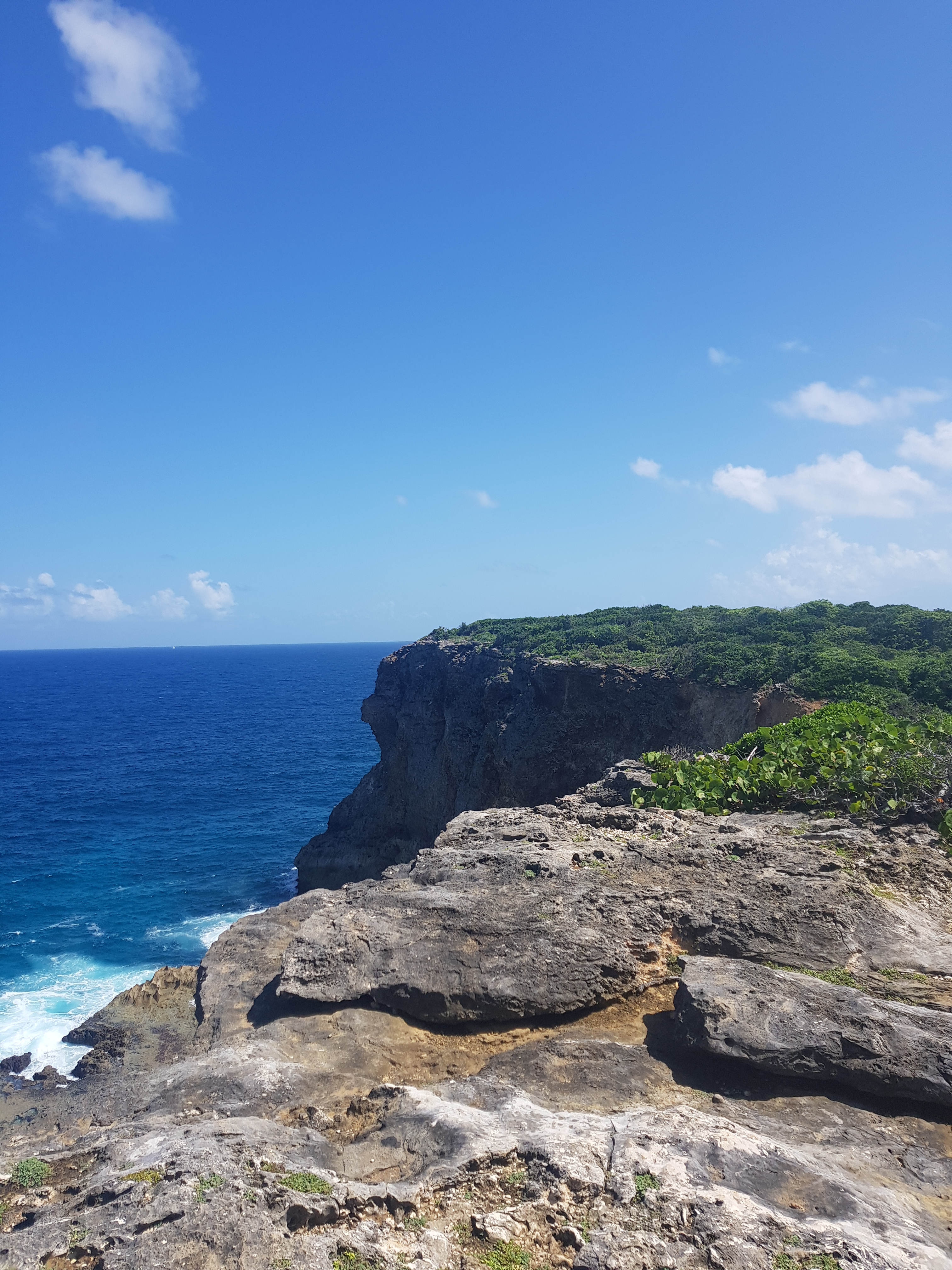
Littoral entre Porte d'enfer et pointe percée
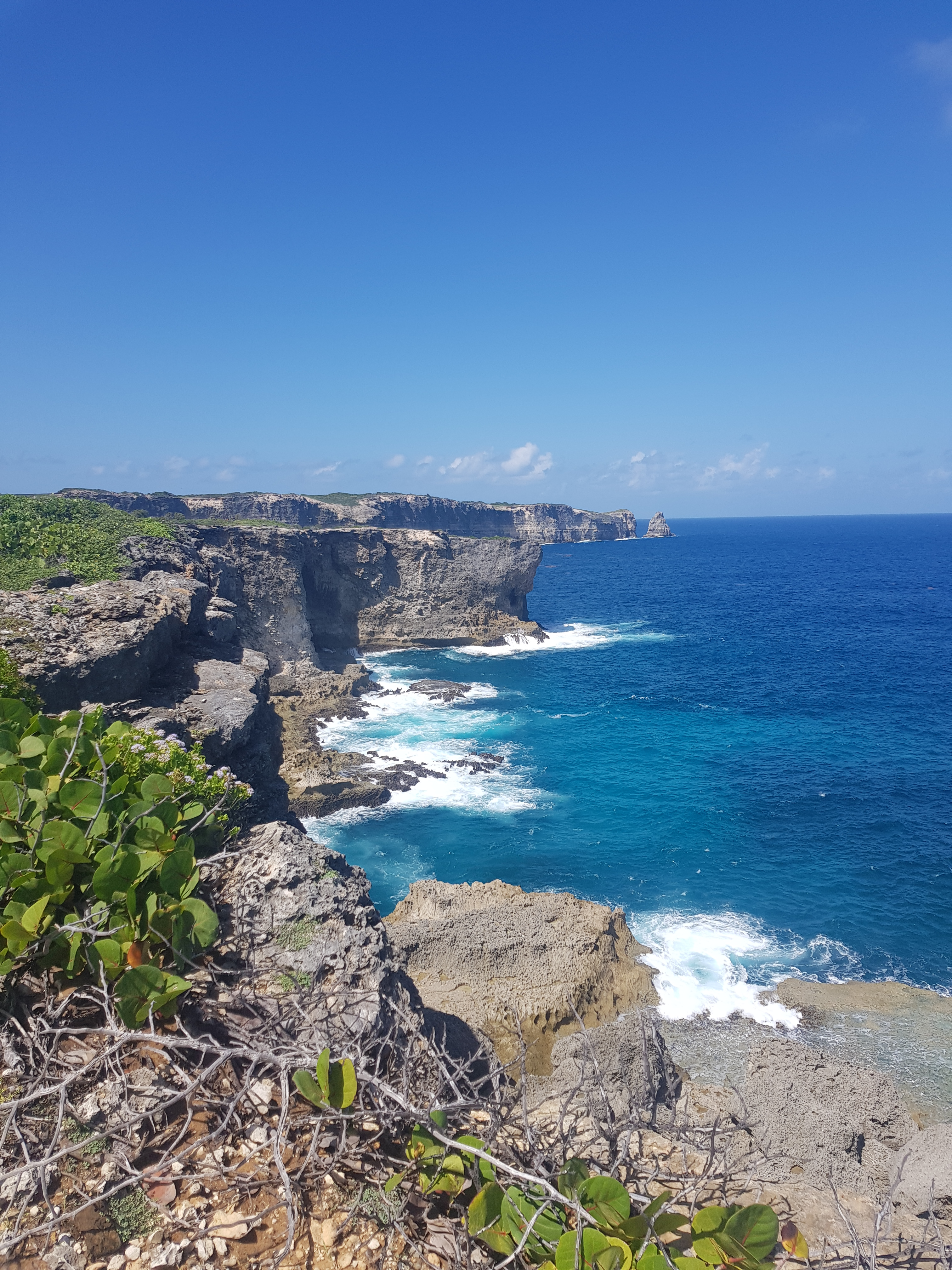
Littoral de la porte d'Enfer